# Fitzgerald Stadium
Il Fitzgerald Stadium è uno stadio, situato a Killarney città della contea di Kerry a sua volta ubicata nella provincia di Munster.
Si tratta dell'impianto dove gioca le sue partite casalinghe la squadra di calcio gaelico della contea di Kerry.
Lo stadio è stato inaugurato il 31 maggio 1936 da O'Brien, dal vescovo di Kerry e dall'arcivescovo di Cashel ed è dedicato a Dick Fitzgerald, uno dei più grandi giocatori di tutti i tempi.
Alla prima partita affluirono 20.000 spettatori e l'anno seguente all'inaugurazione, lo stadio ospitò la finale nazionale del campionato di hurling tra Tipperary e Kilkenny a causa dell'inagibilità di Croke Park dove si stava realizzando quella che sarebbe diventata la tribuna " Cusack Stand".
Nel 1950 durante la finale di hurling della provincia di Munster nello stadio entrarono 50.000 persone, poiché molti tifosi del Cork (quel giorno avversario di Tipperary), entrarono scavalcando e invasero persino il campo.
Negli anni settanta la capienza fu aumentata fino a superare le 39.000 unità ed è in progetto ampliare ulteriormente la capienza fino a 50.000.